# ريف مصر

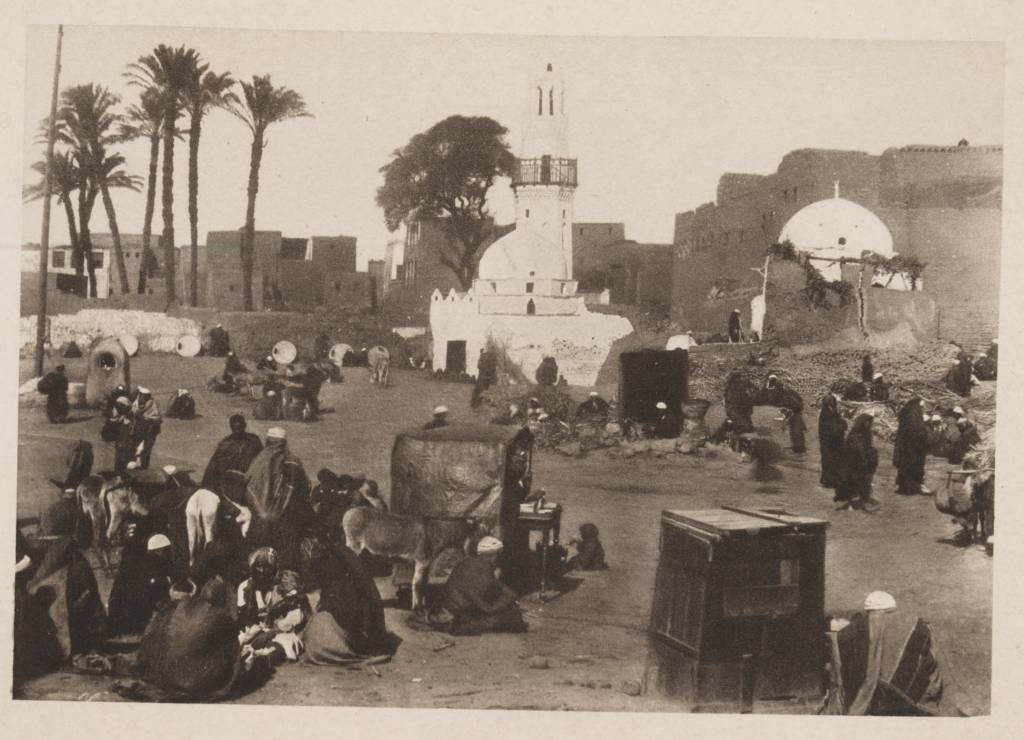
قرية مصرية 1905م

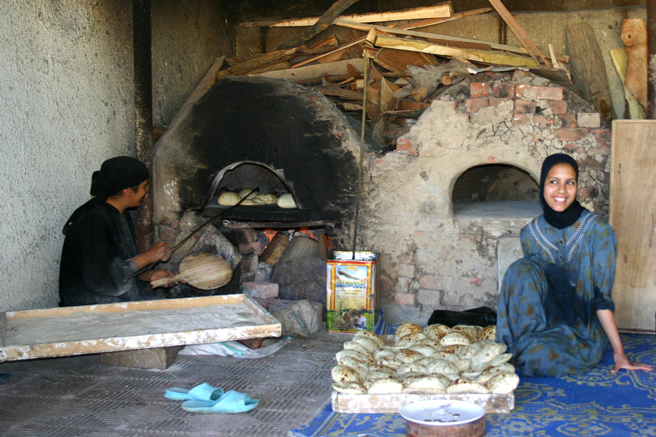
فرن بلدي

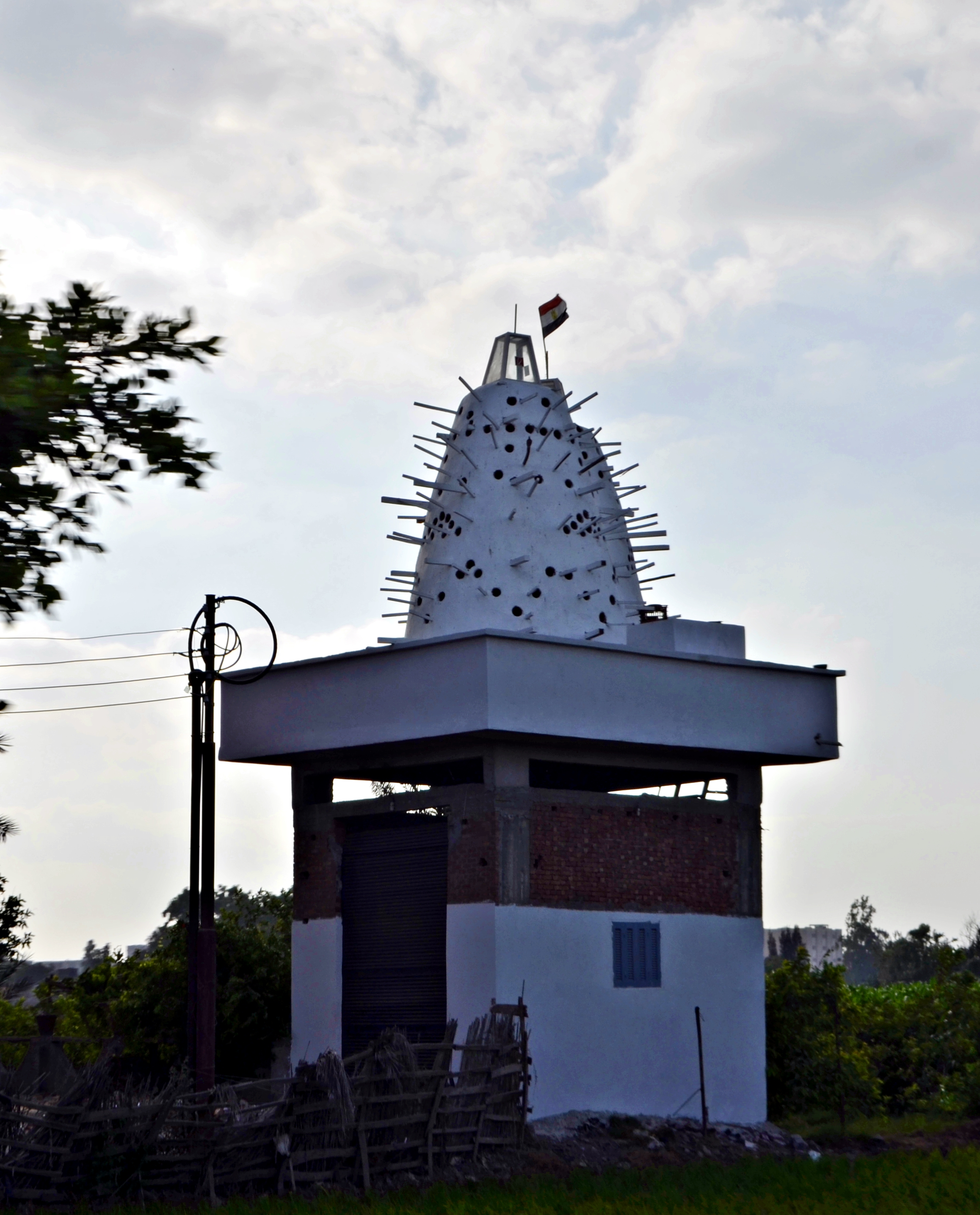
برج حمام بسيط في دسوق

ريف مصر ويقال مجازا الفلاحين (وهم سكانه)، مصطلح يشير إلى تلك الأراضي الزراعية الواقعة في الوجه البحري.